# 甲賀三郎 (作家)
甲賀 三郎（こうが さぶろう、1893年（明治26年）10月5日 - 1945年（昭和20年）2月14日）は、太平洋戦争前・中の日本の推理作家、戯曲作家。本名は春田 能為（はるた よしため）。

## 来歴
1893年（明治26年）10月5日、滋賀県蒲生郡日野町に、小学校教師井﨑為輔と母しえの次男「井﨑能為」として生まれる。生家である井﨑家は、代々甲賀郡水口藩加藤家の藩士で、祖父井﨑湊は明治維新に活躍した。
能為は幼い頃から学業に優れ、特に算術が得意で、尋常科4年時には先生よりも達者だった。
1904年（明治37年）、大阪府の第一盈進高等小学校時代は『文芸倶楽部』等を愛読。5、6年生の時に投稿を思い立ち、短編二作を書いた。
1907年（明治40年）3月、高等科を卒業後、家庭の事情で給仕の職に就くが、その後に上京し、叔母の婚家で実業家の春田直哉宅に寄寓。この叔父の世話で進学できることとなる。京華中学校第二学年に入学。黒岩涙香やアーサー・コナン・ドイルの作品を愛読する。この中学時代に『萬朝報』などに寄稿し、何回か採用されたという。
1911年（明治44年）、第一高等学校に入学。菊池寛、久米正雄を愛読した。
1915年（大正4年）、東京帝国大学工科大学に入学。化学科で応用化学を学ぶ。
1918年（大正7年）、1月に、請われて寄寓先の叔父直哉の養子となり、その長女道子と結婚、「春田能為」と姓を改める。義父の春田直哉は15歳で上野彰義隊に参加した経歴を持つ三河吉田藩士であった。7月に東京帝大を卒業。和歌山県和歌山市の由良染料株式会社に技師として就職した。
1919年（大正8年）、染料会社を8月に辞め、東京神田三崎町に居を移す。翌1920年（大正9年）1月、農商務省「臨時窒素研究所」の技手となり、窒素肥料の研究に従事。10月に技師に任ぜられる。
この研究所の同僚に、やはり後に推理作家となる大下宇陀児がいたほか、あるところで江戸川乱歩とも顔見知りだった。三人とも作家になる以前のことである。のちに、戦前の探偵小説界では、彼らは「三羽鴉」と称された。
公務員生活は肌に合わず、中学時代から親しんだ、コナン・ドイル作シャーロック・ホームズ物に倣って探偵小説を書き始める。1923年（大正12年）8月、研究所在職中に、『新青年』とともに探偵小説を一時多く掲載していた雑誌『新趣味』の懸賞小説に応募した『真珠塔の秘密』が一等入選。探偵小説家としてデビューする。応募のときに、郷土の伝説上の勇者である「甲賀三郎兼家」になぞらえて、筆名を「甲賀三郎」とした。江戸川乱歩が『二銭銅貨』でデビューしたのが『新青年』4月号であり、乱歩に遅れることわずか4ヶ月のデビューだった。
この年末、窒素工業視察のため政府から「欧米に於ける窒化法による窒素固定法の現勢」を研究テーマに、「高等官六等」として欧米に出張を命ぜられる。
1924年（大正13年）、勤め先にたまたま『新青年』編集長森下雨村の知り合いがおり、第二作『琥珀のパイプ』を『新青年』に発表。
イギリスを経てドイツを訪問し、フリッツ・ハーバー研究所を根拠に窒素固定の研究に勤しむが、数週間すると研究よりも街から街を巡るのに多くの時間を費やすようになる。甲賀は設備も予算も不十分な日本の研究生活に疑問を感じ、しがない官吏の生活に嫌気がさすようになった。
この年11月に、フランス、イタリア、アメリカ合衆国等を巡遊しての出張旅行を終え帰国。その間、紀行『欧米飛びある記』を『新青年』に本名「春田能為」で連載。軽妙な筆致が好評を得る。
1926年（大正15年）、『母の秘密』『琥珀のパイプ』の短編集二冊を刊行。江戸川乱歩の出現に始まる日本の探偵小説草分けの時代に、たちまち人気作家となる。『ニッケルの文鎮』『悪戯』『気早の惣太の経験』『急行十三時間』など、この年は年間で20篇の短編を発表、自らの専門である科学知識を利用した、短編の本格派探偵小説を多数執筆した。メイン誌とした『新青年』のほかに『女性』『苦楽』『キング』『文芸春秋』『講談倶楽部』等々に幅広く作品を発表した。
窒素研究所在職中には、所長に反旗を翻し、労働組合のようなものを作り、事ある毎に所長に反対する旗振りの中心人物となっていた。
1927年（昭和2年）、島倉儀平、正力松太郎、布施辰治の関わる実話（島倉事件）を材にした長編小説『支倉事件』を『読売新聞』に連載（1月15日～6月26日）、代表作となる。ほか『阿修羅地獄』を連載。また『魔の池事件』『荒野』『拾った和同開珎』『菰田村事件』などを書いた。
1928年（昭和3年）1月28日付で窒素研究所技師を辞任。作家専業となり、新聞小説、週刊誌、婦人雑誌と発表の場をさらに拡げる。『神木の空洞』『公園の殺人』を連載。また『日の射さない家』『眼の動く人形』『水晶の角玉』などを発表した。
一方で「本格」探偵小説の普及を推進するための論陣を張り、「変格」探偵小説に対して厳しい態度をとった。
1929年（昭和4年）、『池水荘綺譚』『幽霊犯人』『地獄過』を連載。この年の作品は他に『奇声山』『発声フィルム』などが、1930年（昭和5年）では『蜘蛛』、『亡霊の指紋』『幻の森』などがある。
1931年（昭和6年）は上記のような探偵小説の「本格」と「変格」の是非をめぐり、大下宇陀児と大論争を繰り広げる。また『荒野の秘密』『妖魔の哄笑』『山荘の殺人事件』を連載したほか、『盲目の目撃者』『焦げた聖書』などを発表した。
1932年（昭和7年）は『乳のない女』『血染めのパイプ』を連載。4月に書き下ろし長篇『姿なき怪盗』を刊行。8月に将棋初段となる（後年に二段へ昇格）。
1933年（昭和8年）、『犯罪発明者』『暗黒紳士』を連載。『体温計殺人事件』『情況証拠』などを発表。12月に文芸家協会の理事に就任した。
1934年（昭和9年）、『誰が裁いたか』『百万長者殺人事件』を連載。『血液型殺人事件』『魔神の歌』『黒木京子殺害事件』などを発表。同年1月に本山荻舟、田中貢太郎、平山蘆江と日本統治時代の台湾を視察した。同年3月、文士賭博事件により麻雀仲間とともに検挙される。
1935年（昭和10年）、『死頭蛾の恐怖』を連載。『月光魔曲』『黄鳥の嘆き』『ものいふ牌』などを発表。雑誌『ぷろふいる』に連載した『探偵小説講話』をめぐり、探偵文壇に論争を巻き起こす。

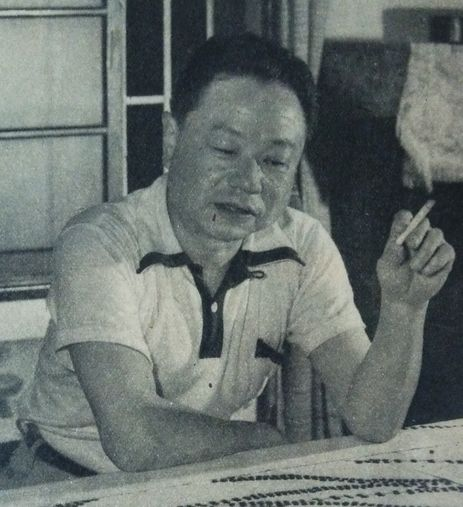
論争相手の木々高太郎

1936年（昭和11年）、『慮美人の涙』を連載。『四次元の断面』『木内家殺人事件』を発表。書き下ろし長篇『死化粧する女』を刊行。『ぷろふいる』誌上において、木々高太郎と探偵小説の芸術性、「本格」と「変格」の是非を問う大論争を繰り広げる（探偵小説芸術論争）。
1937年（昭和12年）、森下雨村と不仲となり、探偵小説から離れ、脚本研究を目的とした長谷川伸傘下の「二十六日会」に入り、探偵戯曲の確立に熱心となる。『闇とダイヤモンド』『恐怖の家』は
新国劇で上演された。長篇時代小説『怪奇連判状』や『賢者の石』を連載、『蛇屋敷の殺人』『月魔将軍』などを発表。この年、日本は中華民国との全面戦争に突入し、1945年（昭和20年）の太平洋戦争敗戦まで戦時体制が続くことになる。
1938年（昭和13年）、8月より『甲賀・大下・木々傑作選集』刊行（甲賀の分は全8巻）。同年10月に海軍
に提出していた従軍願いが認められると、翌11月に長谷川伸、土師清二、中村武羅夫、衣笠貞之助らと華南、台湾を視察。『六月政変』『午後二時三十分』などを発表。『中央演劇』や『舞台』誌に戯曲を発表。
1939年（昭和14年）、『要視察人』『カシノの昂奮』などを発表。
1940年（昭和15年）、『海獅子丸の真珠』『海の仁義』などを発表。3月21日に、旧制松本高校文科乙類在学中の長男・和郎が北アルプスで遭難死する。
この年を境に創作活動が激減。戦前の探偵作家ではトップクラスの創作量を誇った甲賀も、戦時体制が本格化し、執筆の機会をほとんど失ってしまう。戯曲『七十年の夢』や『黒鬼将軍』を脱稿するが未発表に終わった。
1942年（昭和17年）2月に『親子錠』が梅沢昇一座により浅草公園劇場で上演される。6月、日本文学報国会事務局総務部長に就任した。
1944年（昭和19年）10月に日本文学報国会を辞任。「日本少国民文化協会」事務局長に就任。
前年から激化していた米軍による日本本土空襲を受けて1945年（昭和20年）2月、少国民文化協会の学童疎開の緊急会議で九州に出張した。その帰途で、超混雑の鈍行列車内で急性肺炎を発症。深夜に岡山駅で降り、岡山市合同新聞社社長らの配慮で2月13日に友沢病院に入院し、翌14日、同病院で死去した。51歳。応急注射液が用意できなかったためだが、当時は珍しいことではなかったという。
没後の1947年（昭和22年）6月より翌年9月にかけ、『甲賀三郎全集』全10巻が湊書房より刊行された。1949年（昭和24年）1月、遺稿『海のない港』が雑誌『宝石』に発表された。

## 人物
将棋、麻雀、スポーツ、旅行が好きで、休日には家族サービスを怠らなかった。「甲賀三郎ではなく甲賀シャベロウだ」と言われたほどの能弁家で、面倒見がよく、大阪圭吉や小栗虫太郎を世に送り出している。
甲賀の自伝『世に出るまで』では自ら進んで科学の道を選んだように書かれているが、子息俊郎によると本人は文科に進みたかったものを、「文科など卒業しても職がない」という当時の情勢を恐れた両親が、ほとんど無理やりに理科に進ませてしまったのだという。
中学時代からホームズ物が好きで、最初に読んだのは佐川春水が『銀行盗賊』と訳述した『赤毛組合』、もしくは『太陽』で発表された『青い宝石』だったといい、その他のホームズ物を「或いは原文を講義で聞き、邦訳対照のものを読み、或いは未熟の力で直接原文を読んだりした」という。「そのいずれもが、次々に異った驚異と興奮を与えて呉れたのだった」。
勤めの身になってからは、ホームズ物以外の西洋探偵小説のうち、森下雨村訳の『月長石』、小酒井不木訳の『夜の冒険』が甚しく興味を刺戟したといい、「この二長篇が発表されて間もなく私が探偵小説を書いたということは偶然でないような気がする」と振り返っている。また保篠龍緒訳の『虎の牙』も大きな驚異だったといい、多少の影響を受けているかも知れぬ、としている。
通俗的本格探偵小説家として「気早の惣太」「手塚龍太」「怪紳士」「獅子内俊次」など、多数のシリーズ名探偵を生み出した。

### 「本格派探偵作家」として
江戸川乱歩や大下宇陀児と並んで、大正期の日本で本格派の探偵小説に取り組んだ先駆者として後年の批評家からも評価されているが、トリック設定では科学知識に過剰依存する傾向もあった。他者作品である江戸川乱歩の『屋根裏の散歩者』での、塩酸モルヒネによる殺害描写については、『探偵小説講話』で「あの分量では致死量に足りない」と指摘を行っている。昭和初年当時、自動車が普及しつつあった実情を鑑み「今後は現実の犯罪でも自動車が多用されるようになるであろう」と指摘しており、その予見は以後のモータリゼーション進展によって的中した。
乱歩は甲賀の短編の代表作として、『二本の短編小説』（昭和10年）で『琥珀のパイプ』『ニッケルの文鎮』『体温計殺人事件』『緑色の犯罪』『悪戯』『奇声山』『荒野』を挙げている。また戦後、横溝正史は「大衆雑誌のものなら、乱歩よりも甲賀の方が上だろう」と語っている。子息の春田俊郎は、親子間での会話から、父の甲賀がかなりの自信を持ち、自分でも気に入っていた作品は『姿なき怪盗』であったろうとしている。この『姿なき怪盗』は、昭和6年暮れから7年初頭にかけ、伊豆吉奈温泉の東府屋に滞在して執筆したものという。
探偵・推理小説のジャンルとして、大正15年に初めて「純粋に謎解きの面白さを追求する」という意味での「本格」という言葉を使い始めたのは甲賀とされている。「小酒井不木や江戸川乱歩、横溝正史、城昌幸は精神病理的、変態心理的側面の探索に興味を持ち、異常な世界を構成しているから」と、彼らに「不健全派」の呼称を与えたのは平林初之輔だった。
この「不健全派」の名称が穏当でないという抗議が来て、これが「変格探偵小説」との名称に代えられたのだが、この「変格」という呼称の名付け親も甲賀だった。対する「健全派」の名称には以前からの「本格」が当てられ、ここに日本探偵小説独特の「本格」「変格」の名称が誕生したのである。
当時、日本の探偵小説は黎明期であり、「怪奇小説」や「幻想小説」も含めていた日本の探偵小説界に甲賀は強い不満を抱き、『新探偵小説論』『探偵小説十講』『探偵小説講話』の三つの小説論を著し、次のように探偵小説を定義づけている。
「探偵小説とは、まづ犯罪--主として殺人--が起こり、その犯人を捜査する人物――必ずしも職業探偵に限らない――が、主人公として活躍する小説である」
『探偵小説講話』で、甲賀は「本格物こそ探偵小説の主軸とするべきである」と主張し、それ以外の「変格物」は「ショート・ストーリーと呼んだらどうか」と提案。また「探偵物に文学性は必要でない」とも主張して、探偵文壇に論争を巻き起こした。
甲賀は持論として、「探偵小説はコンストラクションの文学であって、他の小説とまったく別箇の存在である」と語っている。自分は探偵小説以外の小説の影響を受けていることが甚だ僅少であるとして、その結果と言うより、反ってそういう事実がその結論を導き出したとしている。
「本格探偵小説」を旨とした甲賀だが、戦前は作家も読者も本格長編の面白さを理解しようとしなかった。甲賀とても短編では本格ものを書いたが、通俗雑誌や婦人雑誌に連載した長篇はスリラーだった。日本に軍靴の音が激しくなると、姦通や殺人の表現は次第に制約され（「日本における検閲」参照）、不本意ながら軍事小説や冒険小説を書かざるを得なくなった。どちらかといえば軍国主義を批判し、選挙では必ず社会大衆党に票を入れていた甲賀も、結局文学報国会の仕事などをせざるを得なくなったのは今思うと気の毒でならない、と子息俊郎は語っている。

### 甲賀三郎と江戸川乱歩
甲賀と江戸川乱歩は上述のように、わずか4ヶ月の差での文壇デビューだった。平林初之輔は、甲賀を「本格派」、乱歩を「変格派」と呼び、乱歩の最初のライバルは甲賀だった。乱歩は本来「本格派」志向であったが、大衆の要求には勝てず、不本意ながら「変格派」代表のような立場となっていった。
甲賀は「トリックよりもプロットが先で、新しいトリックには限界がある」として、筋立てを重視し、上述にあるように、評論において「変格探偵小説」に対しては激しい論戦を挑んだ。横溝正史は「本格一本槍だった三郎は、またなみなみならぬ論客で、木々高太郎相手の論戦は、当時の探偵文壇を沸かせたものである」と述懐している。
その乱歩は「甲賀君は八方当たりの毒舌家となり、私なども、随分やっつけられたものであるが、私はなぜか反感は少しも持たなかった。彼はいくら毒舌を吐いても芯は極めて善良なお坊ちゃんであった」と、『探偵小説四十年』で回想している。
乱歩は戦後になって、自作品『陰獣』（昭和3年）についての解説で、作中で自らをモデルにした猟奇小説家「大江春泥」と対照的な存在である主人公の探偵小説家「寒川」は、甲賀三郎がモデルだったと述懐している。『陰獣』の冒頭で「探偵小説家には二種類ある」として、「探偵型というか、ごく健全で、理智的な探偵の経路にのみ興味を持ち、犯罪者の心理などにはいっこう頓着しない作家である」と解説しているのは、甲賀の作風のことだった。

### 甲賀三郎と横溝正史
横溝正史は大正15年に『新青年』の編集部員となったが、編集長の森下雨村と甲賀は「雨村と三郎、兄弟もただならぬほどの親密さであった」という。当時、『新青年』の寄稿家達による「シャグランの会」というカードゲームの同好会があり、延原謙、松野一夫、水谷準なども会員だった。ここでも雨村と甲賀は非常に仲が良かったというが、ある頃を境に両者は疎隔をきたし、雨村は甲賀を仇敵の様に憎む仲となった。横溝は「おそらくこれといった理由などなかったのだろう」と語っている。甲賀の方ではなんとか撚りを戻そうという思いがあり、横溝を間にたてて何度か雨村に働きかけたが、「土佐のイゴッソウ（頑固者）」と呼ばれた雨村は頑として受け付けず、両者の仲は戻らなかったという。
雨村と疎隔をきたした甲賀は探偵作家仲間から離れ、長谷川伸、土師清二、松崎天民、平山蘆江といった劇作家のグループに入って行った。横溝は「世間的に大人であるところのそれらの人たちと、やんちゃ坊主みたいだった三郎とでは、どうであろうかと陰ながら心配もしてみたものである」とこのときの様子を述懐している。
横溝は昭和7年夏に、雨村や乱歩の慰留を蹴って博文館退社を決意したが、このとき心配して電話をかけてきた甲賀の耳に入っているのも知らずに、電話交換台に向かって「留守だと言ってくれ」と怒鳴ってしまった。あとで交換嬢からこれを聞いた横溝はあわてたが、甲賀との縁はこれっきりとなり、「真に後味の悪い思い出となってあとまで残った」という。横溝は甲賀について「この人ばかりは戦後に生かしておきたかったと惜まれてならない」と語っている。

### 甲賀三郎と大下宇陀児
横溝は「戦前の探偵作家と言われる人たちで、十分とまではいかないまでも、それに近い程度にまで作家としての本領を発揮しえたのは、江戸川乱歩、甲賀三郎、大下宇陀児の三氏だけではないかと思う」と語っている。甲賀と大下は一高の先輩後輩であり、同じ応用化学出身で同じ窒素研究所に籍を置いていた二人だが、「甲賀がいつも自信満々で闘志旺盛だったのに反し、大下はいつもテレているようなところがあった」「甲賀が論客で堂々と論陣を張っていたのに反し、大下はあまり議論を好まない方であった」、会って話をしていても「甲賀には帝大出の頭の良さがしのばれたが、大下さんは出来るだけそれが表に出ないようトボけていた」と、対照的な二人の人柄を伝えている。
作風に関しては「甲賀は本格派の第一人者として自他共に許し、常に探偵小説の正道を行くものとして、その作風は大上段に振りかぶって爽快だった」「大体が真っ向ひた押し型の堂々たる作風だった」と評し、キメの細かい大下の作風と対照して、「同じような経歴を持ち、同じ勤め先から相前後して作家として世に出ながら、その作風がまるで違っているということは、真に興味深いことだったが、二人とも探偵文壇の巨頭であったことは言うまでもない」と結んでいる。
子息俊郎によると、甲賀の死後、未亡人とその家族は困窮に瀕したが、これを心配して救いの手を差し伸べてくれた人たちの中で、「特にお世話になった」のは江戸川乱歩、大下宇陀児、九鬼紫郎、また「絶えず激励をいただき感謝に堪えない」のは長谷川伸、北条秀司だったとし、「父もよき作家仲間に恵まれて幸せだったと思う」と語っている。

## 著書
- 母の秘密（サンデー・ニュース社 1926年）
- 欧米飛びある記（春田能為 博文館 1927年）
- 恐ろしき凝視 創作探偵小説集（春陽堂 1927年）
- 強盗殺人実話（平凡社 1929年）
- 幽霊犯人（平凡社 1930年）
- 電話を掛ける女（新潮社 1930年）
- 神木の空洞附池水莊綺譚（先進社 1930年4月）
- 盲目の目撃者（新潮社 1931年）
- 血染のパイプ（改造文庫 1932年）
- 姿なき怪盗（『新作探偵小説全集』第3 新潮社 1932年）[注 3]
- 犯罪発明者（新潮社 1933年 のち春陽文庫）
- 妖魔の哄笑（日本小説文庫 1933年 のち春陽文庫）
- 犯罪・探偵・人生（随筆 新小説社 1934年）
- 血液型殺人事件（ぷろふいる社 1935年）
- 死頭蛾の恐怖（春秋社 1935年）
- 体温計殺人事件（黒白書房 1935年）
- 死化粧する女 かきおろし探偵傑作叢書（黒白書房 1936年）
- 妖鳥の呪詛（黒白書房 1941年）
- 音と幻想（紫文閣 1942年1月）
- 支那服の女（大白書房 1942年1月）
- 街の良民（東光堂 1942年8月）
- ビルマの九官鳥（フタバ書院成光館 1942年10月）
- 虞美人の涙（一号館書房 1946年）
- 血染の裸女（美和書房 1947年）
- 甲賀三郎全集 （全10巻 湊書房 1947年-1951年／日本図書センターより復刊）
- 謎の紅鱗（青柿社 1948年）
- 真紅の鱗形 少年探偵（世界社 1948年）
- 荒野の秘密（東方社 1955年）
- 蟇屋敷の殺人（東方社 1955年）
- 黒い天使（ポプラ社 1956年）
- 山荘の殺人事件（東方新書 1956年）
- N2号館の殺人（東方社 1956年）
- 支倉事件（春陽堂書店《長篇探偵全集》 1956年）
- 探偵手塚竜太（東方社 1956年）
- 二度死んだ男（東方新書 1956年）
- 公園の殺人（東方社 1956年）
- 菰田村事件（東方社 1957年）
- 隠れた手（東方社 1957年）
- 乳のない女（春陽文庫 1966年）

## 自伝
- 『世に出るまで』（雑誌『現代』昭和11年10月号附録）

## 選集
- 『甲賀三郎・大下宇陀児・木々高太郎・三人全集』（1938年）
- 『甲賀三郎全集』全10撒き（湊書房 1947年-1948年）
- 『甲賀三郎集』（リブリオ出版《くらしっくミステリーワールド》 1997年2月）
- 『日本探偵小説全集 1 黒岩涙香・小酒井不木・甲賀三郎集』（東京創元社創元推理文庫、1984年12月。ISBN 4-488-40001-9）
- 『論創ミステリ叢書 3 甲賀三郎探偵小説選』（論創社、2003年12月）ISBN 4-8460-0407-4

## 翻訳
- 真紅の窓掛（フレツド・ホワイト 春陽堂《探偵小説全集》 1930年）

### 注
1. ↑  第三講 ショート・ストーリィとしての探偵小説の作り方 第一節 総論。『屋根裏の散歩者』の殺害方法が絶対不可能である理由として甲賀は4点挙げている。そのうちの最初のものは不可能性には関係していないが、4点目の理由の中で塩酸モルヒネに関する議論が簡単になされている。塩酸モルヒネは冷水に溶けにくいため、数滴の量では飽和水溶液だったとしても致死量には大幅に足りない、というのが議論の主旨である。
2. ↑  職業としての探偵、すなわち刑事など警察官のこと。「私立探偵」は職業探偵ではないから「素人探偵」と呼ばれた。
3. ↑  新潮社版「新作探偵小説全集」の第1回配本。